# Доњи Количани
Доњи Количани (мкд. Долно Количани) су насеље у Северној Македонији, у северном делу државе. Доњи Количани припадају општини Студеничани, која окупља јужна предграђа Града Скопља.

## Географија
Доњи Количани су смештени у северном делу Северне Македоније. Од најближег већег града, Скопља, насеље је удаљено 20 km југоисточно.
Насеље Доњи Количани је у оквиру историјске области Торбешија, која се обухвата јужни обод Скопског поља. Насеље је смештено на северним падинама планине Китка. Јужно од насеља издиже се планина Китка. Надморска висина насеља је приближно 540 метара.
Месна клима је континентална.

## Становништво
Доњи Количани су према последњем попису из 2002. године имали 1.715 становника.
Претежно становништво у насељу су Турци (99%).
Већинска вероисповест је ислам.